# Ministério de Desenvolvimento e Inclusão Social do Peru
No Peru , o "Ministério de Desenvolvimento e Inclusão Social"  é um órgão do poder executivo criado em 2011 no governo do Presidente Ollanta humala T , a primeira ministra a assumir foi Carolina Trivelli Ávila de 2011 a 2013 , em Julho de 2013 até Fevereiro de 2014, Mónica Rubio García assumiu o cargo de ministra , aualmente, desde Fevereiro de 2014, a ministra é Paola Bustamante Suárez.

## Organização Interna
O ministério é dividido em um gabinete executivo e duas secretarias hierarquicamente inferiores: Secretaria de Políticas e Avaliação Social e Secretaria de Serviço Social.
A Secretaria de Políticas e Avaliação Social é composta por três órgãos:
1. Departamento Geral de Políticas e Estratégias
2. Departamento Geral de Monitoramento e Avaliação
3. Departamento Geral de Gestão de Usuários

A Secretaria de Serviços Sociais é composta por dois órgãos:
1. Departamento Geral de Descentralização e Coordenação
2. Departamento Geral de Qualidade do Serviço Social

## Função
O foco desse ministério é coordenar os esforços do setor público, setor privado e terceiro setor para atingir as metas dos seus programas sociais, visando melhorar a qualidade de vida da população em situação de vulnerabilidade social e pobreza, garantir a o exercício de seus direitos e promover o acesso dessa população a oportunidades e ao desenvolvimento de suas capacidades.

## Programas
Os programas do ministério para chegar a seus objetivos são: Qali Warma, FONCODES, Pension 65 e Juntos:
- Qali Warma: É um programa nacional de alimentação escolar que visa garantir uma alimentação balanceada e nutritiva para crianças com mais de três anos de idade que estudam em escolas públicas do Peru. O objetivo do programa é conseguir um melhor desempenho, atenção e permanência nas escolas públicas através da melhor alimentação das crianças que as frequentam. Sua implementação ocorre em duas vertentes: a alimentação escolar e a educação das famílias sobre hábitos alimentares saudáveis.[3]
- FONCODES: É um Fundo de Cooperação para o Desenvolvimento Social cujo objetivo é gerar oportunidades econômicas sustentáveis para zonas rurais de pobreza extrema. A operacionalização desse objetivo se dá através da articulação do setor privado como demanda para os bens e serviços produzidos por esses agricultores familiares. A implementação ocorre em três eixos: desenvolvimento de capacidades para fortalecer o sistema de produção familiar e sua inserção nos mercados, acesso das zonas rurais de pobreza extrema aos serviços de infraestrutura econômica e fortalecimento da capacidade de gestão dos governos locais e de mecanismos de participação dos cidadãos nesses governos.[4]
- Pension 65: É um programa nacional de assistência solidária cujo objetivo é proteger grupos sociais muito vulneráveis, sobretudo cidadãos a partir dos 65 anos que não tenham condições básicas para subsistência. A implementação é a entrega mensal de 125 novos sóis para cada pessoa que se enquadra nos critérios: ter mais de 65 anos, possuir documento nacional de identidade, encontrar-se em condição de pobreza extrema (SISFOH) e não receber pensão ou subvenção dos setores público ou privado.

- Juntos:  É um programa nacional de apoio direto aos mais pobres cuja operacionalização se dá pela transferência monetária condicionada (a requisitos de saúde e educação) a gestantes e pais de crianças e adolescentes (até que estes completem dezenove anos ou terminem a educação secundária) em situação de pobreza e pobreza extrema, prioritariamente em zonas rurais.[6]